# Between Angels and Insects
«Between Angels and Insects» es una canción interpretada por la banda estadounidense Papa Roach. Fue lanzada como el segundo sencillo de su álbum de 2000 Infest. La letra de la canción hace varias referencias a la novela de Chuck Palahniuk El club de la lucha.
El riff es muy parecido al de la canción "Prowler" de Iron Maiden.

## Video musical
El video musical, dirigido por Joseph Kahn, muestra a la banda tocando en un sótano. La cámara realiza varios efectos especiales tales como cambiar de ángulo a ángulo rápidamente y mostrar a la banda haciendo un mosh en cámara lenta. Muchos de estos efectos están influenciados por la versión cinematográfica de El club de la lucha. Insectos, específicamente cucarachas, aparecen en el video en varias ocasiones. Al final del video, aparece la silueta de un ángel.

## Lista de canciones
| CD Maxi |                                                        |          |  |
| N.º     | Título                                                 | Duración |  |
| 1.      | «Between Angels and Insects» (Álbum Versión)           | 3:56     |  |
| 2.      | «Blood Brothers» (Live - Universal Buzz Radio Version) | 3:32     |  |
| 3.      | «Binge» (Live - Universal Buzz Radio Version)          | 3:56     |  |
| 4.      | «Between Angels and Insects» (Video)                   |          |  |

| European CD Single |                                               |          |  |
| N.º                | Título                                        | Duración |  |
| 1.                 | «Between Angels and Insects» (Radio Edit)     | 3:58     |  |
| 2.                 | «Last Resort» (Live)                          | 3:33     |  |
| 3.                 | «Binge» (Live)                                | 3:50     |  |
| 4.                 | «Between Angels and Insects» (Enhanced Video) |          |  |

| Australian CD Single |                                |          |  |
| N.º                  | Título                         | Duración |  |
| 1.                   | «Between Angels and Insects»   |          |  |
| 2.                   | «Last Resort»                  |          |  |
| 3.                   | «Dead Cell» (Live)             |          |  |
| 4.                   | «Legacy» (Non-Album Track)     |          |  |
| 5.                   | «Broken Home» (Enhanced Video) |          |  |
| 6.                   | «Last Resort» (Enhanced Video) |          |  |

| Limited Edition CD Single |                                                             |          |  |
| N.º                       | Título                                                      | Duración |  |
| 1.                        | «Between Angels and Insects» (Album Version)                | 3:57     |  |
| 2.                        | «Tightrope» (Live at the Astoria, London in January 2001)   | 5:14     |  |
| 3.                        | «Barbed Wire» (Live at the Astoria, London in January 2001) | 3:46     |  |